# Israel Traugott Garmann
Israel Traugott Garmann (* 14. Oktober 1684 in Chemnitz; † 13. August 1746 in Spremberg, Oberlausitz) war ein evangelischer Theologe und Pfarrer mit dem akademischen Grad eines Magisters.

## Leben und Wirken
Israel Traugott Garmann erblickte in einem bürgerlichen Elternhaus das Licht der Welt. Sein Vater Christian Friedrich Garmann war Medicus in Chemnitz. Der junge Garmann wuchs in einer Zeit auf, als Kurfürst Friedrich August I. (der Starke), der zugleich König von Polen war, Sachsen von 1694 bis 1733 regierte. Nach der schulischen Ausbildung wählte der Arztsohn allerdings die geistliche Laufbahn und absolvierte ein Studium der Theologie an der Universität Wittenberg mit dem Abschluss als Magister. Vor dem Jahre 1716 erfolgte die Ordination zum Pfarrer. Das Oberkonsistorium in Dresden, die oberste kirchliche Instanz des sächsischen Kurfürsten, entsandte den mittlerweile zweiunddreißigjährigen Geistlichen Israel Traugott Garmann in die Kirchgemeinde Spremberg in der Oberlausitz, heute Stadt Neusalza-Spremberg. Dort trat er das Predigeramt am 13. November 1716 an. Er wurde somit der Amtskollege des Pfarrers der benachbarten Kirchgemeinde der Exulantenstadt Neu-Salza, Magisters Wenceslaus Niederwerffer, der dort 31 Jahre bis zu seinem Tod 1732 wirkte.
Garmann hatte während seiner Spremberger Amtszeit, die er dreißig Jahre ausüben sollte, mit schweren familiären Schicksalsschlägen zu kämpfen: Seine erste Ehefrau verstarb 1718, seine zweite 1737. Er soll Vater von neun Kindern gewesen sein, die ihm seine zweite Frau gebar. Von den Kindern wurde nichts überliefert. Magister Garmann erwies sich für die Oberlausitzer Gemeinde nicht nur als treuer und verdienstvoller Seelsorger, sondern auch als Persönlichkeit mit praktischen und sozialen Ambitionen. Aufgrund seiner Initiativen entstand 1727/28 der massive Neubau des heutigen Pfarramtes in Neusalza-Spremberg, der teilweise mit Privatvermögen Garmanns finanziert wurde. Die Kinder armer Eltern seiner Kirchgemeinde bedachte er mit einer Stiftung von 20 Talern, deren Zinsen für das Schulgeld vorgesehen waren. Magister Garmann gilt als der 15. (evangelische) Pfarrer der Oberlausitzer Kirchgemeinde Spremberg. Er verstarb im Alter von 62 Jahren. Sein Nachfolger wurde Pfarrer Magister Karl David Schuchardt.

### Familie
Die Ehefrauen des Pfarrers Garmann:
1. Frau Eleonora Susanna, geb. March (* 1698 in Chemnitz?; † 8. August 1718 in Spremberg)
2. Frau Regina Elisabeth, geb. Bürger (* 28. Oktober 1703 in Schneeberg (Erzgebirge); † 1737 in Spremberg).
Der Grabstein des Pfarrers und seiner zweiten Frau (mit informativen Inschriften) befindet sich an der südlichen Mauer des alten Friedhofes bei der Dorfkirche Spremberg. An ihn erinnert auch ein großformatiges Ölbild, das neben dem von Magister Schuchardt im Flur des Pfarramtes Neusalza-Spremberg seinen Platz fand.

## Werke
Folgende Werke hat Garmann verfasst:
- De Kôs tanḥûmîm sive poculo consolationum, ex Jer. XVI ... [1709]
- De sapientia Aegyptiorum exercitatio prior. [1710]
- De sapientia Aegyptiorum exercitatio secunda. [1710]
- De sapientia Aegyptiorum exercitatio tertia. [1710]
- Diss. de pane lugentium. 1708